# Orla Gartland
Orla Gartland (* 3. Februar 1995 in Dublin) ist eine irische Sängerin und Songwriterin. Mehrere Jahre postete sie bei YouTube Coverversionen von Songs sowie erste eigene Werke, bevor sie öffentlich auftrat.

## Leben und Karriere

### Frühe Jugend
Nach eigener Aussage spielt Gartland seit ihrem fünften Lebensjahr unter anderem Violine und irische Instrumente. Zudem hätten ihre Eltern ihr seit ihrem 12. Lebensjahr Gitarrenunterricht gegeben.
Mit 13 Jahren postete Gartland ihr erstes YouTube-Video. Dazu erklärte sie sinngemäß, dass sie zu diesem Zeitpunkt zwar seit über einem Jahr Gitarre gespielt, jedoch kaum über sängerische Erfahrungen verfügt und zum Beispiel nichts über Atemtechnik gewusst habe.
Der Übergang von den im abgegrenzten Rahmen produzierten und im Internet verbreiteten Song-Interpretationen zur Präsentation vor Live-Publikum begann mit kleineren Auftritten. So wurde mit Gartlands Song All the little details in einem Café während des laufenden Betriebs ein Video produziert.
2012 folgten Auftritte Gartlands als Opening Act für Ryan O’Shaughnessy als Teilnehmer bei Britain’s Got Talent sowie für die schottische Sängerin und Songwriterin Nina Nesbitt im Bewley’s Cafe Theatre.

### Erste Erfolge
Am 17. Juni 2012 veröffentlichte Gartland bei iTunes ihre Single Devil on my Shoulder und erreichte durch eine jetzt als Headlinerin präsentierte ausverkaufte Show in The Academy in Dublin Platz 2 der irischen Singer-Songwriter-Charts.
Ein erster Höhepunkt der künstlerischen Entwicklung Gartlands war die am 11. November 2013 veröffentlichte EP Roots, deren Titelsong bei iTunes „Single der Woche“ in Großbritannien und Irland wurde. Der Irish Mirror veröffentlichte am 24. November 2013 ein ganzseitiges Porträt Gartlands mit der Nachricht, dass Roots in den irischen Album-Charts Platz 1, in den britischen Albumcharts Platz 15 sowie Platz 2 in den US-amerikanischen Singer-Songwriter-Charts erreicht hätte.
Nach den Spitzenplatzierungen ihrer Debüt-EP absolvierte Gartland eine größere Anzahl von Auftritten und Interviews. So trat sie im Juli 2013 bei fünf Shows in Großbritannien und Irland auf. Am 20. November 2013 gastierte sie in The Ian Dempsey Breakfast Show des irischen Rundfunks bei Today FM und gab ein Interview. Ihre Promotion-Tour für Roots führte Gartland 2014 durch zehn Städte Irlands und Großbritanniens.
Über ihre künstlerische Karriere hinaus engagierte sich Orla Gartland, indem sie für das am 15. November 2013 von Niall Breslin zur Unterstützung der Suizidprophylaxe in Irland veröffentlichte Compilation-Album Simple things den Song Cast your stone einspielte. Sie nahm zudem an einem Auftritt der Simple-Things-Musiker im RTÉ-Programm The Saturday Night Show teil. Ebenfalls in der The Saturday Night Show bei RTÉ stellte Gartland am 4. Januar 2014 den Titelsong ihrer EP Roots vor.
Der Irish Daily Star wählte Gartland zu einem der „20 music acts to watch in 2014“. In seiner Ausgabe vom 27. Januar 2014 berichtete der Irish Independent über Gartland als eine der „einflussreichsten Jugendlichen Irlands“.
Die irische Website GoldenPlec veröffentlichte nach ausverkauften Auftritten Gartlands in Irland und Großbritannien ein längeres Interview mit ihr und wählte sie als eine der besten Solo-Künstler Irlands zum Plec Pick 2014. Am 5. Februar 2014 gab Gartland in The John Murray Show auf RTÉ Radio 1 ein Interview und interpretierte den Titelsong von Roots live.
Gleichfalls im Februar 2014 berichtete The Sunday Times in einem Beitrag über Gartland über ihren „15-Jahres-Plan des weiteren Erfolgs“.

### Umzug nach London
In 2015 siedelte sie nach London über und veröffentlichte ihre zweite EP Lonely People. In der Folge betätigte sie sich unter anderem als Gitarristin von Dodie Clark. Mit ihr ging sie in den Jahren 2018 und 2019 unter anderem auf eine US-Tour. Auch war sie während der Zeit als Songschreiberin für andere Interpreten im Einsatz, unter anderem schrieb sie für BTS den Song „134340“. Im Jahr 2019 spielte sie mehrere Konzerte in Europa und veröffentlichte im Mai die EP Why Am I Like This?.
Zu der 2020 ausgestrahlten TV-Serie Normal People steuerte sie den Song Did It to Myself bei, der auch Teil der im Februar 2020 veröffentlichten EP Freckle Season war.

### Debütalbum
Neben dem Schreiben von Musik widmete sie sich auch der Musikproduktion. Sie gründete ihr eigenes Label New Friends, um als Independent-Musikerin die Kontrolle über ihre Musik zu behalten. Unter diesem Label veröffentlichte sie im August 2021 ihr Debüt-Album Woman on the Internet und stieg damit auf Platz 10 in den britischen und Platz 3 in den irischen Charts ein. Unter anderem finanzierte sie die Produktion ihrer Musik und dessen Vermarktung über die Online-Plattform Patreon.

### FIZZ
Im Jahr 2023 gründete sie zusammen mit Dodie, Greta Isaac und Martin Luke Brown die Band FIZZ, die im Juni die erste Single High in Brighton und am 27. Oktober das erste Album The Secret to Life veröffentlichte. Nach einem Jahr beendeten sie das Projekt und kehrten zu ihren Solokarrieren zurück.

### Zweites Album
Im August 2023 veröffentlichte sie mit Kiss Ur Face Forever eine neue Single, dass ihr zweites Album vorwegnahm. Dieses wurde unter dem Titel Everybody Needs A Hero im Oktober 2024 veröffentlicht. Dabei kündigte sie ihre erste Tour in den Vereinigten Staaten an.

### Einordnung
Gartland kann als gutes Beispiel für eine immer größere Zahl von Künstlern gelten, die zunächst vor allem durch das Internet bekannt werden und dann erst offline über Bühnen und Studios ein wachsendes Publikum erreichen. Über Jahre hinweg postete Gartland bei YouTube  im häuslichen Umfeld aufgenommene Coverversionen zahlreicher Songs sowie erste eigene Werke und erreichte mit ihrem YouTube-Kanal bis Dezember 2013 über 10 Millionen Besucher.
Gartland sieht ihre Musik in der Tradition des Folk-Pop. Am stärksten beeinflusst sei sie von Regina Spektor und Imogen Heap.

## Diskografie
- Laughing at My Own Jokes – EP (2011)
- Devil o My Shoulder – Single (2012)
- Roots – EP (2013)
- Cast Your Stone – im Compilation-Album „Simple Things“ (2013)
- Have Yourself a Merry Little Christmas – im Compilation-Album It’s Coming on Christmas (2014)
- Lonely People – EP (2015)
- I Go Crazy – Single (2018)
- Between My Teeth – Single (2018)
- Why Am I Like This? – EP (2019)
- Freckle Season – EP (2020)
- Woman on the Internet – Album (2021)
- Why Am I Like This? – Single (2022)
- Kiss Ur Face Forever – Single (2023)
- Everybody needs a Hero – Album (2024)

## Musikvideos
| Jahr | Titel                    | Album                  | Regisseur                   |
| ---- | ------------------------ | ---------------------- | --------------------------- |
| 2012 | „Devil on my shoulder“   |                        | Tom Clarke                  |
| 2013 | „Roots“                  | Roots                  | Yousef Thami                |
| 2013 | „Clueless“               | Roots                  | Yousef Thami                |
| 2014 | „Lonely people“          | Lonely People          | Orla Gartland               |
| 2014 | „Souvenirs“              | Lonely People          | Joey Phinn                  |
| 2015 | „Whispers“               | Lonely People          | Scott Tolleson              |
| 2018 | I Go Crazy               | Standalone             | Guy Larson                  |
| 2018 | Between My Teeth         | Standalone             | Ewen Farr                   |
| 2019 | Flatline                 | Why Am I Like This?    | Jack Howard                 |
| 2019 | Inevitable               | Why Am I Like This?    | Guy Larson                  |
| 2019 | Did It To Myself         | Freckle Season         | Zoe Alker                   |
| 2019 | Figure It Out            | Freckle Season         | Zoe Alker                   |
| 2020 | Pretending               | Woman on the Internet  | Rosie Brear                 |
| 2021 | More Like You            | Woman on the Internet  | Greta Isaac & Orla Gartland |
| 2021 | Zombie!                  | Woman on the Internet  | Greta Isaac & Orla Gartland |
| 2021 | You're Not Special, Babe | Woman on the Internet  | Greta Isaac & Orla Gartland |
| 2023 | Kiss Ur Face Forever     | Everybody Needs A Hero | Alex Evans                  |
| 2024 | Little Chaos             | Everybody Needs A Hero | Anne-Sofie Lindgaard        |
| 2024 | Late to the Party        | Everybody Needs A Hero | Clump Collective            |